# Drogarias Globo
Drogaria Globo é uma empresa de varejo de produtos farmacêuticos, com expressiva presença no nordeste brasileiro. Fundada em Natal e atualmente com sede em Teresina, no Piauí.

## História
Foi fundada em 1969 por João Patriota, na cidade de Natal (Rio Grande do Norte), capital do Rio Grande do Norte. Em 2007, as Drogarias Globo foram adquiridas pelo Grupo Jorge Batista. 
Em 2010, o grupo adquiriu as farmácias Lusitana e Lusithânia, que juntas contavam com 26 farmácias no Piauí, e passaram a integrar a marca. 
A rede está sediada em Teresina, e em 2018 possuía mais de 150 lojas, nos estados do Rio Grande do Norte, Paraíba, Piauí, Maranhão, Pará e Bahia. 